# Tyczyn (Łódź)
Pour l’article homonyme, voir Tyczyn.
Tyczyn est une localité polonaise de la gmina de Burzenin, située dans le powiat de Sieradz en voïvodie de Łódź.